# Scyliorhinus meadi
A Scyliorhinus meadi a kékcápaalakúak (Carcharhiniformes) rendjébe, és a macskacápafélék (Scyliorhinidae) családjába, azon belül a Scyliorhinus alcsaládba tartozó faj.

## Elterjedése
Dél-Karolina, Florida, Kuba, Bahamák, a Mexikói-öböl északi része és a Yucatán-félsziget körüli vizekben fordul elő.

## Megjelenése
Átlagos testmérete, a nőstényeknél 49, még a hímeknél 43 centiméter. Szürke bőrén sötétbarna vagy sötétszürke csíkok találhatók.

## Életmódja
Emberre nem veszélyes. Fő tápláléka a puhatestűek, garnélák, és kisebb csontos halak.